# Marcjan Janowicz
Marcjan (Marcin) Janowicz herbu Radwan – stolnik wiłkomierski w latach 1788–1792, podstoli wiłkomierski w latach 1781–1788, podczaszy wiłkomierski w latach 1779–1781, cześnik wiłkomierski w latach 1770–1769, horodniczy wiłkomierski w latach 1769–1770, regent ziemski wiłkomierski w latach 1767–1768.

## Życiorys
W załączniku do depeszy z 2 października 1767 roku do prezydenta Kolegium Spraw Zagranicznych Imperium Rosyjskiego Nikity Panina, poseł rosyjski Nikołaj Repnin określił go jako posła właściwego dla realizacji rosyjskich planów na sejmie 1767 roku. 23 października 1767 jako poseł z powiatu wiłkomierskiego wszedł w skład delegacji Sejmu, wyłonionej pod naciskiem posła rosyjskiego Nikołaja Repnina, powołanej w celu określenia ustroju Rzeczypospolitej.